# Salvadorianische Literatur
Die salvadorianische Literatur ist die spanischsprachige Literatur El Salvadors. Unter den hispanoamerikanischen Literaturen ist sie eine der am wenigsten verbreiteten. Das hängt nicht nur mit der geringen Größe des Landes zusammen, sondern auch damit, dass El Salvador weitab von den Zentren des iberoamerikanischen Literaturbetriebs lag, so dass seine Literatur bis zu Beginn des 20. Jahrhunderts unter ästhetischen Gesichtspunkten kaum Beachtliches hervorbrachte. Im deutschsprachigen Raum wurden Autoren El Salvadors erst durch den Bürgerkrieg der 1980er-Jahre besser bekannt.

## Vorkolumbianische Epoche und Kolonialzeit
Die Sprachen der vorkolumbianischen Völker sind stark bedroht (das Nawat der Pipil) bzw. ausgestorben (die Sprache der Lenca). Einige Mythen der Pipil wurden erst im 20. Jahrhundert aufgezeichnet. Seit 2020 erscheint die Buchreihe Timeless Stories of El Salvador von Federico Navarrete mit Märchen und Legenden unter anderem aus vorkolumbianischer Zeit. Nachdem die Mayas verdrängt oder assimiliert worden waren, wanderten in neuerer Zeit Sprecher der Kekchí-Sprache aus Guatemala erneut in den Westen El Salvadors ein und brachten ihre Maya-Traditionen und -Erzählungen mit.
In der Kolonialzeit lag El Salvador abseits der wichtigen Verkehrsströme. Die 1676 gegründete, weit entfernte Königliche und Päpstliche Universidad de San Carlos de Guatemala war seinerzeit das kulturelle Zentrum der gesamten Capitanía General de Guatemala, also großer Teile Mesoamerikas. In Guatemala wirkte der in Salvador geborene, 1651 gestorbene Dominikanermönch Juan Díaz, von dem die Vida y virtudes del venerable fray Andrés del Valle („Leben und Tugenden des ehrwürdigen Bruders Andrés del Valle“) als Manuskript überliefert ist.
Die europäischen Einflüsse erreichten El Salvador nur mit erheblicher Verspätung; hier existierte nur ein volkstümliches Theater, das vor allem an Festtagen religiöse Stücke oder Komödien zeigte. Zwar kämpften bereits im 18. Jahrhundert salvadorianische Journalisten und Priester gegen Unterdrückung und kirchliche Zensur, doch außer eloquenten Reden und Zeitungsartikeln wie die Predigten des Paters Manuel Aguilar y Bustamante, der in San Salvador 1813 zum Aufstand gegen die Spanier aufrief, oder die Reden von José Simeón Cañas y Villacorta gegen die Sklaverei und die Annexion durch Mexiko (1823) hinterließen sie kaum literarische Spuren.

## Von der Unabhängigkeit bis zum Ende der Diktatur 1944
Auch in der frühen Zeit der Unabhängigkeit spielte Literatur keine Rolle. Eine kulturelle Infrastruktur war nicht vorhanden. Allenfalls sind politische Satiren und Gedichte über bzw. Oden an wichtige Persönlichkeiten überliefert. Erst zögernd bildete sich eine nationale Identität heraus, für die die Gründung der salvadorianischen Universität 1841, der Nationalbibliothek 1870 und einer Akademie der Sprache 1888 wichtig waren. In den 1870er Jahren setzte eine zögernde Liberalisierung und Modernisierung des Landes ein, durch die jedoch die Enteignung und Umwandlung von Ländereien der Indigenen in Kaffee- und Indigoanbaugebiete in Gang gesetzt wurde, was zur Schaffung einer reichen Oligarchie beitrug.
Die Kultur blieb so ein Projekt der Eliten, die sich an Europa und vor allem an Frankreich orientierten. Rubén Darío, der 1882 aus Nicaragua nach El Salvador gereist war, unternahm hier unter dem Einfluss der Parnassiens den Versuch einer Übersetzung der komplizierten französischen (alexandrinischen) Metrik in die spanische Sprache. Ihm folgte der romantische Dichter, Dramatiker, Essayist und Übersetzer Francisco Gavidia (1863–1955), der als eigentlicher Begründer einer salvadorianischen Literatur gilt. Diese blieb (außer in der Lyrik, wo weiter der Modernismo den Maßstab setzte) wie die gesamte erzählende mesoamerikanische Literatur bis ca. 1930/35 durch den regionalistischen Costumbrismo geprägt. Dafür stehen die romantischen Erzählungen von Arturo Ambrogi (1874–1936) und das humoristisch-ironische Werk des Generals José María Peralta Lagos (1873–1944), der den Provinzalltag schilderte. Durch die Militärdiktatur 1930 wurden Autoren wie der Philosoph Alberto Masferrer (1868–1932) ins Exil gezwungen.

## Von 1944 bis zum Ende des Bürgerkriegs 1991

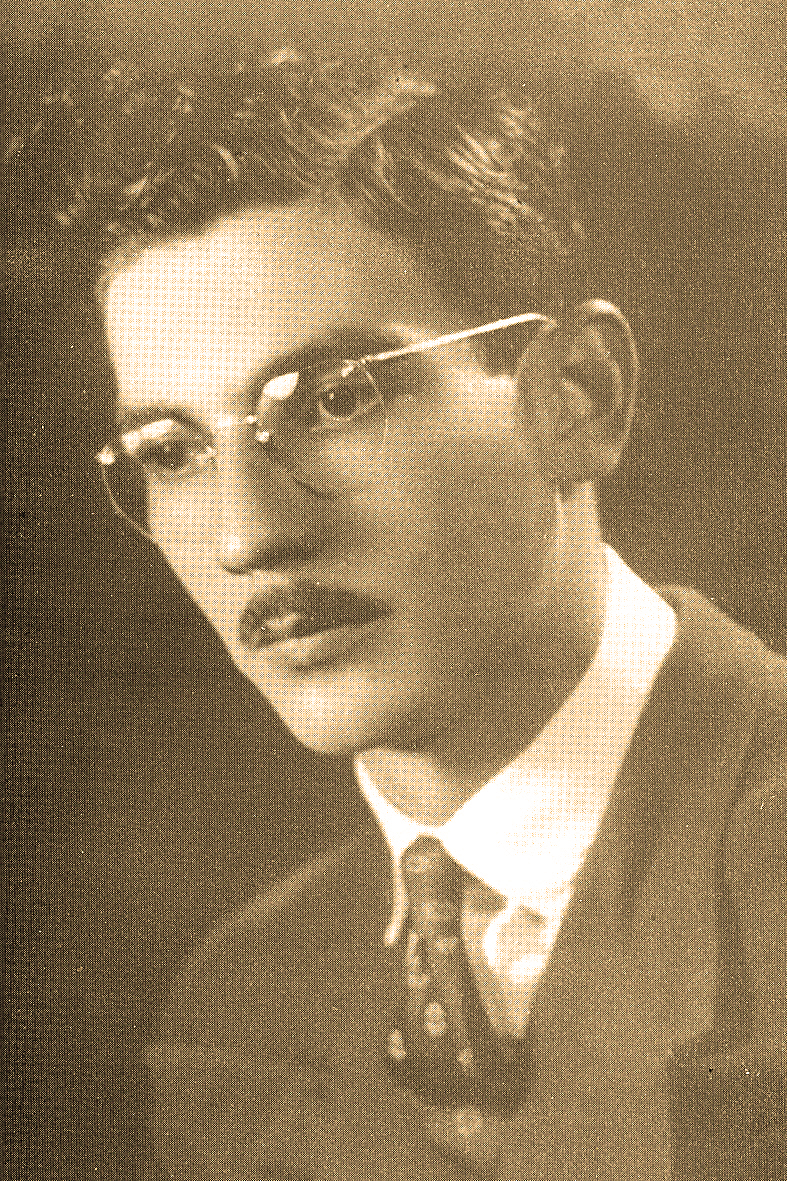
Hugo Lindo

Als Generation 1944 bezeichnet man die Schriftsteller, die erstmals nach dem Sturz der Diktatur in diesem Jahr in Erscheinung traten und zum Teil auch eine wichtige Rolle in der Überwindung der Diktatur spielten. Dazu gehörten der realistische Erzähler,  Lyriker und Politiker Hugo Lindo, die Lyriker Oswaldo Escobar Velado und Pedro Geoffroy Rivas (1908–1979), der Pablo Neruda beeinflusste, sowie der Erzähler José María Méndez. Unter den Autorinnen dieser Zeit ist die Essayistin und Lyrikerin Matilde Elena Lópezzu erwähnen. In der Lyrik dominierte bis in die 1960er die Tradition der poesía pura des Modernismo mit seiner der kunstvollen Chiffrierung der poetischen Aussage bis hin zur völligen Verdunkelung. In freien Versen dichtete Alberto Guerra Trigueros (1898–1950). Walter Béneke (1928–1980) etablierte sich in den 1960er Jahren als erfolgreicher Theaterautor in existenzialistischer Tradition.
Den Übergang vom Costrumbrismo zur Kurzgeschichte nordamerikanischer Prägung markieren die Arbeiten von Luís Salvador Efraín Salazar Arrué (Pseudonym: Salarrué, 1899–1975), der sich auch von dem Guatemalteken Miguel Ángel Asturias und vom Surrealismus beeinflusst zeigt. Seine späteren Romane zeigen den Einfluss von Erzähltechniken von James Joyce und Virginia Woolf. Der Roman Hombres contra la muerte (1947) des Rechtsanwalts Miguel Ángel Espino (1902–1967) handelt vom konfliktreichen Zusammenleben von Indios, Mulatten, Mestizen und Criollos in Belize; das von den Mythen der amerindischen Kultur beeinflusste Buch wurde ins Englische und Französische übersetzt. Hier machte sich ein antirealistisch-spiritueller Trend geltend.
Ein Hauptthema der erzählenden Literatur blieb jedoch jahrzehntelang die Unterdrückung der Bauern, der Terror und Bürgerkrieg. Das Massaker an den Pipil-Bauern im Jahre 1932, durch das die Indigenen physisch fast ausgerottet und ihre Sprache unterdrückt wurden, Gegenstand literarischer Auseinandersetzungen, so in dem Roman „Cuzcatlán. Am Meer des Südens“ (Cuzcatlán donde bate la mar del sur, 1986), in dem Manlio Argueta (* 1935) die Geschichte einer Kleinbauernfamilie im Zeitraum von 50 Jahren zwischen dem Massaker an den über 30.000 Kleinbauern 1932 und dem Bürgerkrieg 1981 beschreibt. Das gleiche Thema behandelt sein Roman „Tage des Albtraums“ (Un día en la vida, 1980).

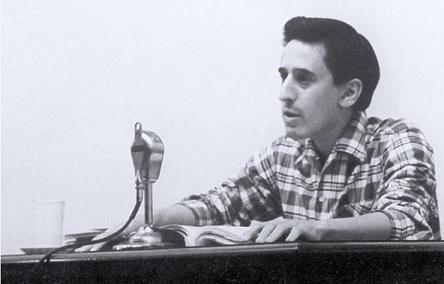
Roque Dalton (1969)

Die Diktatur wurde allerdings lediglich durch eine sich auf manipulierte Wahlen gründende Offiziersherrschaft abgelöst, die in den 1960er Jahren einen immer stärkeren Widerstand provozierte. Roque Dalton (1935–1975), zunächst konservativer Jesuitenzögling, dann Mitglied der Kommunistischen Partei Salvadors, 1959 knapp der Hinrichtung entgangen, später selbst Opfer der Guerilla, die ihn ermordete, weil sie ihn irrtümlich für einen Kollaborateur hielt, lebte jahrelang im Exil. Seine „antipoetische“ Lyrik wendet sich ab vom Ästhetizismus des Modernismo. Neben Ernesto Cardenal gilt er als wichtigster Erneuerer der Lyrik in Mittelamerika. Er orientierte sich an Pablo Neruda und dem Ideal revolutionärer Schlichtheit. In seinem Roman "Die Welt ist ein hinkender Tausendfüßler“ (Miguel Mármol. Los sucesos de 1932 en El Salvador) schildert er den Kampf des Gewerkschafters und Bauernführers Miguel Mármol gegen die Diktatur. In dem Roman „Armer kleiner Dichter, der ich war" (Pobrecito poeta que era yo…) beschreibt Dalton seinen Weg von der Poesie zur Revolution. Sein Buch „Däumlings verbotene Geschichten“ (Las historias prohibidas del Pulgarcito) erzählt die unterdrückten Überlieferungen seines kleinen Landes, des Däumlings von Amerika (ein Bonmot von Gabriela Mistral) und entlarvt die offizielle Geschichtsschreibung der herrschenden Oligarchie. Den Premio Casa de las Américas 1969 erhielt er für sein Großgedicht La Taberna, eine im tschechischen Exil entstandene Montage verschiedener Diskussionsbeiträge über Probleme des Sozialismus, die unaufgelöst bleiben.
Wie Dalton und der Lyriker und Erzähler Roberto Cea zählte sich Manlio Argueta zur generación comprometida. 21 Jahre lang lebte er im Exil in Costa Rica. Seine bekanntesten Werke sind Caperucita en la zona roja („Rotkäppchen im Rotlichtbezirk“) und Un día en la vida (1980, deutsche Fassung unter dem Titel „Tage des Alptraums. Roman aus El Salvador“ 1984).
David Hernández (* 1955), der zeitweise in der Ukraine und in Deutschland lebte, erinnert in seinen Veröffentlichungen an die salvadorianische Dichtergruppe Die purpurne Zwiebel, von der viele Mitglieder als Guerilleros ums Leben kamen, von Todesschwadronen ermordet wurden oder verschollen sind. Liebe, Krieg und Exil sind Themen seiner Lyrik, die der Autor auch in seinem Roman „Salvamuerte“ (Salvamuerte, 1990) behandelt. In den 1980er Jahren entstand innerhalb der bewaffneten Bewegung auch die Literaturgruppe Xibalba (deutsch etwa: „Ort der Angst“).

## Seit 1991
Der in Honduras geborene, in El Salvador aufgewachsene Autor Horacio Castellanos Moya (* 1957) war eine Zeitlang Mitglied der Guerilla FMLN. Auch er musste zweimal ins Exil gehen, u. a. nach Kanada, Spanien, Mexiko, Guatemala und Frankfurt am Main, wo er Kurzgeschichten verfasste. In seinem Roman „Die Spiegelbeichte“ (La diabla en el espejo, 2000) versucht eine Frau den Mord an ihrer Freundin aufzuklären. „Der Waffengänger“ (El arma en el hombre, 2001) handelt von den nach Ende des Bürgerkriegs beschäftigungslosen Militärs. Eine ganze Romanserie widmet sich dem Schicksal einer traumatisierten und exilierten Familie von Ex-Guerilleros, der Familie Aragón. „Aragóns Abgang“ (Donde no están ustedes) ist ein Politkrimi im Diplomatenmilieu. Heute lebt der Autor in den USA.
Auch für die feministische Autorin und Anwältin Vanessa Núñez Handal (* 1973) ist der Bürgerkrieg noch immer ein Thema. Sie lebt seit 2006 in Guatemala, wo sie die Vernetzung der mesoamerikanischen Autoren fördert. Ihr erster Roman Los locos mueren de viejos erschien 2008.
Mauricio Orellana Suárez (* 1965) hat mehrere Romane und Erzählungen verfasst, die auch surrealistische Töne anschlagen. Neben den Folgen der Globalisierung thematisiert er die schwierige Lage der Homosexuellen im Land (Heterocity, 2011). Alberto José Pocasangre Velasco (* 1972) ist Lyriker, Erzähler und Kinderbuchautor. Über die Kunst und die Traditionen der vorkolumbianische Zeit schrieb Ricardo Lindo Fuentes (1947–2016), der auch Gedichte und Dramen verfasste.